# Museo della grande guerra 1915-18 Battaglia Tre Monti
Il Museo della grande guerra 1915-18 Battaglia Tre Monti è un museo situato a Asiago, in provincia di Vicenza, che fa parte della rete territoriale Musei Altovicentino.

## Sede
Il museo ha sede in un edificio di proprietà del comune di Asiago, situato nella frazione Sasso, in cimbro "Stonach".

## Storia
Fondato nel 2007, il museo è dedicato alla Battaglia dei Tre Monti, che ebbe luogo tra il Col del Rosso, il Col d'Ecchele e il Monte Valbella, teatri di durissimi scontri sia nel corso della Strafexpedition nel 1916, sia alla fine del 1917, che nelle successive “Battaglie dei Tre Monti” del gennaio e giugno del 1918.

## Percorso espositivo
I numerosi oggetti e cimeli esposti sono stati rinvenuti nell'area della Battaglia dei Tre Monti e testimoniano la presenza sull'Altopiano delle truppe inglesi e francesi, che vi combatterono dopo la disfatta di Caporetto. Troviamo quindi cimeli appartenuti alle truppe alleate: armi, munizioni, effetti personali e attrezzi utilizzati nelle trincee.
Nel luogo della battaglia al Col d'Ecchele sorge il maestoso ed anti-retorico monumento a Roberto Sarfatti, opera dell'architetto Giuseppe Terragni, esponente del razionalismo italiano: il monumento eterna la figura della madre Margherita, socialista mussoliniana, e del figlio diciassettenne divenuto il più giovane volontario d'Italia prima e un giovanissimo caduto poi, decorato con Medaglia d'oro al valor militare.